# Xiphulcus szujeckii
Xiphulcus szujeckii är en stekelart som beskrevs av Sawoniewicz 1978. Xiphulcus szujeckii ingår i släktet Xiphulcus och familjen brokparasitsteklar. Inga underarter finns listade i Catalogue of Life.